# Džudo na OI 2012.
Judo na OI 2012. u Londonu održavalo se od 28. srpnja do 3. kolovoza u ExCeL Centru u Londonu.

## Osvajači odličja

### Muškarci
| Kategorija   | Zlato                         | Srebro                        | Bronca                          |
| 60 kg        | Arsen Galstjan Rusija         | Hiroaki Hiraoka Japan         | Felipe Kitadai Brazil           |
| 60 kg        | Arsen Galstjan Rusija         | Hiroaki Hiraoka Japan         | Rishod Sobirov Uzbekistan       |
| 66 kg        | Lasha Shavdatuashvili Gruzija | Miklós Ungvári Mađarska       | Masashi Ebinuma Japan           |
| 66 kg        | Lasha Shavdatuashvili Gruzija | Miklós Ungvári Mađarska       | Cho Jun-Ho Južna Koreja         |
| 73 kg        | Mansur Isaev Rusija           | Riki Nakaya Japan             | Nyam-Ochir Sainjargal Mongolija |
| 73 kg        | Mansur Isaev Rusija           | Riki Nakaya Japan             | Ugo Legrand Francuska           |
| 81 kg        | Kim Jae-Bum Južna Koreja      | Ole Bischof Njemačka          | Ivan Nifontov Rusija            |
| 81 kg        | Kim Jae-Bum Južna Koreja      | Ole Bischof Njemačka          | Antoine Valois-Fortier Kanada   |
| 90 kg        | Song Dae-Nam Južna Koreja     | Asley González Kuba           | Ilias Iliadis Grčka             |
| 90 kg        | Song Dae-Nam Južna Koreja     | Asley González Kuba           | Masashi Nishiyama Japan         |
| 100 kg       | Tagir Khaibulaev Rusija       | Tuvshinbayar Naidan Mongolija | Dimitri Peters Njemačka         |
| 100 kg       | Tagir Khaibulaev Rusija       | Tuvshinbayar Naidan Mongolija | Henk Grol Nizozemska            |
| preko 100 kg | Teddy Riner Francuska         | Aleksandr Mikhailine Rusija   | Rafael Silva Brazil             |
| preko 100 kg | Teddy Riner Francuska         | Aleksandr Mikhailine Rusija   | Andreas Tölzer Njemačka         |

### Žene
| Kategorija  | Zlato                     | Srebro                               | Bronca                               |
| 48 kg       | Sarah Menezes Brazil      | Alina Dumitru Rumunjska              | Éva Csernoviczki Mađarska            |
| 48 kg       | Sarah Menezes Brazil      | Alina Dumitru Rumunjska              | Charline Van Snick Belgija           |
| 52 kg       | An Kum-Ae Sjeverna Koreja | Yanet Bermoy Kuba                    | Rosalba Forciniti Italija            |
| 52 kg       | An Kum-Ae Sjeverna Koreja | Yanet Bermoy Kuba                    | Priscilla Gneto Francuska            |
| 57 kg       | Kaori Matsumoto Japan     | Corina Căprioriu Rumunjska           | Marti Malloy SAD                     |
| 57 kg       | Kaori Matsumoto Japan     | Corina Căprioriu Rumunjska           | Automne Pavia Francuska              |
| 63 kg       | Urška Žolnir Slovenija    | Xu Lili Kina                         | Yoshie Ueno Japan                    |
| 63 kg       | Urška Žolnir Slovenija    | Xu Lili Kina                         | Gévrise Émane Francuska              |
| 70 kg       | Lucie Decosse Francuska   | Kerstin Thiele Njemačka              | Yuri Alvear Kolumbija                |
| 70 kg       | Lucie Decosse Francuska   | Kerstin Thiele Njemačka              | Edith Bosch Nizozemska               |
| 78 kg       | Kayla Harrison SAD        | Gemma Gibbons Ujedinjeno Kraljevstvo | Audrey Tcheuméo Francuska            |
| 78 kg       | Kayla Harrison SAD        | Gemma Gibbons Ujedinjeno Kraljevstvo | Mayra Aguiar Brazil                  |
| preko 78 kg | Idalys Ortíz Kuba         | Mika Sugimoto Japan                  | Karina Bryant Ujedinjeno Kraljevstvo |
| preko 78 kg | Idalys Ortíz Kuba         | Mika Sugimoto Japan                  | Wen Tong Kina                        |